# 鴨母寮 (臺中市)
鴨母寮，原寫為鴨母藔，是臺灣臺中市梧棲區的一個傳統地域名稱，位於該區南部。相較於今日行政區，其範圍大致包括草湳里東南端、永寧里、永安里不含西南部一小塊地，以及龍井區忠和里西北部凸出部分的北大半部。

## 歷史
台灣清治末期，鴨母寮地區為一街庄，稱為「鴨母藔街」，隸屬於大肚中堡。該街西邊南側臨台灣海峽，西邊北側及西北邊與梧棲港街為鄰，北與大庄為鄰，東與沙轆庄為鄰，南邊為山腳庄、三塊厝庄。
1901年（日明治三十四年）11月，全台廢縣廳改設二十廳，該街隸屬於臺中廳。1903年（明治三十六年）6月，該街編入「鴨母藔區」，仍隸屬於臺中廳。1909年（明治四十二年）10月，全台二十廳合併為十二廳，鴨母藔區隸屬不變。1920年（大正九年），全台地方制度大改正，該街改制並雅化為「鴨母寮」大字，隸屬於臺中州大甲郡梧棲街，大字下有「鴨母寮」、「安良港」小字名。
戰後梧棲街改制為梧棲鎮，隸屬於臺中縣，大字亦改制為里。1950年10月，中、彰、投分治，梧棲鎮隸屬不變。2010年12月，隨著臺中縣、市合併為直轄臺中市，梧棲鎮改制為梧棲區。

## 聚落
本地區發展較早的聚落有竹圍、頂庄、下庄、安良港等，在日治期初期的官方地圖上已有記載。此外，本地區尚有李厝、頭份等聚落。

## 交通
台鐵海線大致以北北東—南南西走向經過鴨母寮地區東部邊界外不遠處。北側最近的是沙鹿車站，屬二等站，各級列車均有停靠；南側最近的是龍井車站，屬三等站，主要停靠區間車。由此等可前往台鐵沿線各站。
省道台1線（中華路一段）又稱「縱貫公路」，是台北至屏東楓港的台灣西部傳統平面幹道，大致以北北東—南南西走向經過本地區東部。由該道路向北北東可前往清水、大甲、苑裡、通霄等地，向南南西轉南可前往龍井、大肚、彰化、花壇等地。
省道台17線（臨港路三段）又稱「西部濱海公路」，是臺中市清水區甲南至屏東縣枋寮鄉水底寮的幹道，大致以北北東－南南西走向經過本地區西部。由該道路向北北東可前往大槺榔、四塊厝、三塊厝的甲南並止於省道台1線路口，向南南西可前往龍井、伸港、線西、鹿港等地。
省道台61線又稱「西部濱海快速公路」，是新北市八里至臺南市安南的快速公路，大致以北北東－南南西走向經過本地區中部偏西地帶，並於本地區西南部市道136號交會處設有龍井交流道，由此可快速前往台灣西部海岸各地。
市道136號（向上路九段～八段）是臺中市龍井區至南投縣國姓鄉龜溝的道路，其西側端點位於本地區西南端省道台17線路口。由此向東南東沿本地區南部邊界地帶而行，經省道台61線龍井交流道、省道台1線路口後不遠處出境，可前往沙鹿南部、龍井東部、大肚東北部邊界地帶、南屯、台中市中心、太平、國姓並止於省道台14線路口。
區道中59線（中央路一段）是菁埔至海埔子的道路，大致以北北東—南南西走向經過本地區中部，並位於省道台61線東側。由該道路向北北東可前往大庄、大槺榔與社口交界地帶、秀水、四塊厝、三塊厝的菁埔並止於省道台1線路口，向南南西可前往三塊厝、福頭崙東南部的田尾厝並止於區道中62線路口。
區道中68-1線（永興路一段）是永安至沙鹿的道路，其西側端點位於本地區中部偏西的區道中59線路口。由此向東偏南轉東北東再轉東北經省道台1線路口後不遠處出境，可前往沙鹿並止於區道中69線路口。

## 學校
- 永寧國小

## 產業
- 臺中港關連工業區（東南端）